# Christian Sinniger
Christian Sinniger est un acteur français né le 28 octobre 1947 à Paris.
Il débute au théâtre sous la direction de Simone Turk (cofondatrice du Grenier de Toulouse) au cours des années 1970.
Chanteur, scénariste, improvisateur, tout d'abord à la Ligue d'improvisation française (LIF), dès sa création en 1981, il crée par la suite un nouveau concept d'improvisation, Le Cercle des Menteurs.
Lors de la 100e de l'émission de télévision Ciel, mon mardi !, il fait partie des faux invités, sélectionné avec, entre autres, Philippe Lelièvre et Éric Métayer parmi les comédiens de la LIF sur les critères « il faut des gens peu connus qui soient de très bons acteurs ».

## Filmographie

### Cinéma
- 1985 : Cinématon no 547 de Gérard Courant
- 1985 : Les Fugitifs de Francis Veber
- 1986 : Paulette, la pauvre petite milliardaire de Claude Confortès : Gilbert
- 1989 : Hiver 54, l'abbé Pierre de Denis Amar
- 1990 : Baby Blood d'Alain Robak : Lohman
- 1994 : Tombés du ciel de Philippe Lioret : Policier
- 1994 : Casque bleu de Gérard Jugnot : Colonel Parker
- 1997 : Tenue correcte exigée de Philippe Lioret : Maurice
- 1999 : Trafic d'influence de Dominique Farrugia : Le chef de la milice
- 1999 : Marie-Line de Mehdi Charef : Auguste
- 2000 : Mademoiselle de Philippe Lioret (co-scénariste) : Le chauffeur de la Bentley
- 2001 : Le Soleil au-dessus des nuages d'Éric Le Roch : M. Parte
- 2001 : Wasabi de Gérard Krawczyk : Le squale
- 2002 : Cavalcades de Noah Nuer : Père Didier
- 2002 : Le Nouveau Jean-Claude de Tronchet : Le capitaine
- 2004 : L'Équipier de Philippe Lioret
- 2005 : Le Démon de midi de Marie Pascale Osterrieth : François
- 2006 : Le Lièvre de Vatanen de Marc Rivière : Le pilote de l'hydravion
- 2007 : New Délire d'Éric Le Roch : Le gardien de prison (voix)
- 2007 : Pas douce de Jeanne Waltz : L'ami du père
- 2009 : Banlieue 13 : Ultimatum de Patrick Alessandrin : Commandant Hubert
- 2010 : Donnant donnant d'Isabelle Mergault : Horace
- 2010 : Film Socialisme de Jean-Luc Godard : Jean-Jacques Martin
- 2012 : L'Artiste et son modèle (El artista y la modelo) de Fernando Trueba : Emile
- 2014 : Gemma Bovery de Anne Fontaine : Le producteur de calva
- 2018 : Grâce à Dieu de François Ozon : Le père d'Emmanuel
- 2019 : Les Vétos de Julie Manoukian : Morille
- 2023 : Quand tu seras grand d'Andréa Bescond et Éric Métayer : Yvon Leroux
- 2023 : Une affaire d'honneur de Vincent Perez : Le juge
- 2025 : Dossier 137 de Dominik Moll : Le père de Stéphanie

### Télévision
- 1989 : Salut Alice d'Emmanuel Fonlladosa
- 1990 : Ciel, mon mardi ! : la 100e : participation sous le nom de Franck Germain au faux débat avec des acteurs de la ligue d'improvisation
- 1992 et 2011 : Julie Lescaut (série télévisée) : L'homme IGS et Maurice Guimard
- 1995, 1997 et 2002 : Commissaire Moulin, Police Judiciaire (série télévisée) : Hadouin, Sandret et Lucien Zemlinski
- 1996 : Une famille formidable (série télévisée) : M. Magnin
- 1997-1998 : Les Vacances de l'amour (série télévisée)
- 1997-2000 : La Vocation d'Adrienne
- 1998 : P.J. (série télévisée) : Gérant du cabaret
- 2000 : Les Cordier, juge et flic (série télévisée) : Le Marrec
- 2001 : Les enquêtes d'Eloïse Rome (série télévisée) : Le commissaire
- 2002 : Avocats & associés (série télévisée) : Le colonel Rigaud
- 2002 : H (série télévisée) Jet
- 2002 : Une femme d'honneur (série télévisée) : Joseph Benedetti
- 2002 et 2006 : Alice Nevers : Le juge est une femme (série télévisée) : Chauffeur de taxi et Emile Gallet
- 2002 et 2006 : Joséphine, ange gardien (série télévisée) (épisode : un passé pour l'avenir) : Bruno Lafon et Le père de Jérôme
- 2003 : La crim' (série télévisée) : Léon Hovanian
- 2004-2007 : Franck Keller (série télévisée) : Christian Verdier
- 2005 : Les monos (série télévisée) : Jean-Claude
- 2006 : Diane, femme flic (série télévisée)
- 2006 : Section de Recherches (série télévisée) : Colonel Derville
- 2007 : Heidi (série télévisée)
- 2008 : Qui va à la chasse... d'Olivier Laubacher
- 2017 : Meurtres à Sarlat de Delphine Lemoine : Alain Dalmas
- 2018 : Das Boot d'Andreas Prochaska : Anglade
- 2021 : Fille de paysan de Julie Manoukian : Jean-Claude Pecourneau

Publicité
- 1998 : Doli rhume

## Théâtre
- 1985 : Les Nuits et les Jours de Pierre Laville, mise en scène Catherine Dasté et Daniel Berlioux, Théâtre 14 Jean-Marie Serreau
- 1991 : Garde à vue de François Rey d'après le film de Claude Miller, mise en scène de l'auteur,   Théâtre 13

## Doublage

### Cinéma

#### Films
- 1999 : Ma mère, moi et ma mère : Sante (Frank Pellegrino (en))